# Szerednye
Szerednye (1899-ig Szvedernik, ukránul: Середнє [Szerednye], oroszul: Среднее [Szrednyeje], szlovákul: Seredné) szeliscse Ukrajnában, Kárpátalján, az Ungvári járásban.

## Fekvése
Ungvártól 20 km-re délkeletre fekszik. Keresztülfolyik rajta a Villye.

## Története
Határában egy völgy bejáratánál fekszenek egykori várának romjai. A szerednyei várat a 12. században építették a templomosok, később a pálosoké, majd a Drugetheké lett. A település híres bortermelő központ, melyet először 1417-ben „Zerednye” néven említ oklevél. 1514-ben a Dózsa-parasztfelkelés akasztotta meg fejlődését.
1526-ban a Dobó család szerezte meg, birtokosa volt a törökverő egri hős, Dobó István is, aki itt hunyt el 1572-ben. Dobó után a Rákócziaké lett, majd a Forgách család szerezte meg. A vár a kuruc harcok során pusztult el.
A 18. század végén Vályi András így ír róla: „SZEREDNYE. Mezőváros Ungvár Várm. földes Urai több Uraságok, lakosai külömbfélék, fekszik Őrnek szomszédságában, mellynek filiája; határja középszerű, borai kedves ízűek, ’s méltán híresek, és külföldekre is elhordattatnak.”
Fényes Elek 1851-ben kiadott geográfiai szótárában így ír a városról: „Szerednye, orosz-magyar-tót m. v. Ungh vmegyében, Unghvárhoz délkeletre 3 mfdnyire: 534 r., 750 g. kath., 4 n. e. óhitü, 10 evang., 24 ref., 256 zsidó lak. Romai és görög kath. paroch. templom. Synagóga. Postahivatal. Kastély. Hajdankori várának csak omladékait mutatja. Az e megyében található számtalan kallók egyike itt áll közel a városhoz. Szőlőhegye nagy s mind izére, mind különös zamatjára nézve országszerte hires fejér bort terem. Földes ura gróf Majláth, gr. Klobusiczky, gr. Barkóczy, b. Perényi, Péchy, Szikszay, Kardos, Szirmay stb.”
Határában gyilkolták meg 1901-ben Egán Ede neves kultúrpolitikust. A trianoni béke előtt Ung vármegye (1909-ben alakult) Szerednyei járásának székhelye volt.
A Tanácsköztársaság idején a tervezett autonóm Kárpátalja (Önálló Országrészi Tanács, Szamosztojnij Krajinszkij Szojuz) részeként – a már cseh megszállás alá került Ungvár pótlására – a három ruszin körzeti tanács egyikeként létrehozott ungi körzeti tanács székhelye. A körzeti tanács a gyakorlatban pár napig létezett, ezután cseh megszállás alá került. Az első világháborút követően a mesterségesen létrehozott Csehszlovákiához csatolták, majd 1939 márciusától ismét Magyarországhoz tartozott az Ungi közigazgatási kirendeltség részeként 1944 őszéig, amikor a szovjet csapatok megszállták.
Ennek következtében 1945-ben az Ukrán Szovjet Szocialista Köztársaság, s ezzel együtt a Szovjetunió részévé vált. 1991 óta a független Ukrajna része. 2020-ig Ungordas tartozott hozzá.

## Népessége
- 1910-ben 1867 lakosából 881 magyar, 642 ruszin, 193 német és 134 szlovák volt.
- 2005-ben 4200 lakosának mintegy egyharmada magyar.
- 2019-ben 4258-an lakták.

## Látnivalók
- Szerednyei vár.
- Temploma a 15. század elején a Mindenszentek tiszteletére volt szentelve. Az eredetileg gótikus templom a 18–19. századi felújítások során teljesen elvesztette középkori jellegét.
- 1805. december 10–11-én a Buttler-házban őrizték egy éjszakán át a Szent Koronát, miközben Napóleon elől Munkácsra menekítették.